# Barbara Walters
Barbara Walters (25. september 1929 - 30. december 2022) var en amerikansk tv-journalist og tv-personlighed.
Barbara Walters var datter til Lou Walters, oprindeligt Warmwater, og Dena, født Seletsky. Faderen arbejdede blandt andet som agent, teaterproducer og grundlagde den berømte natklub Latin Quarter i New York. Han var også Broadway-producer og producerede blandt andet Ziegfeld Follies i 1943.
Walters blev først kendt som nyhedsanker på NBC's The Today Show, hvor hun arbejdede i over ti år, først med Hugh Downs og senere også med Frank McGee og Jim Hartz. Herefter var Walters i 25 år nyhedsoplæser på ABC nyhedsprogrammet 20/20. Hun optrådte også på ABC's flagskibsprogram ABC World News.
Walters har været gift fire gange med tre forskellige mænd. Første gang blev hun gift i 1955-1957 med Robert Henry Katz. Anden gang blev hun gift 1963–1976 med teaterproduceren Lee Guber. Parret adopterede datteren Jacqueline Dena Guber i 1968. Tredje mand var Merv Adelson, direktør hos Lorimar Television, som hun var gift med fra 1981-1984 og 1986-1992.
I løbet af sin karriere interviewede Walters hver siddende amerikanske præsident og førstedame fra Richard og Pat Nixon til Barack og Michelle Obama.
Hun interviewede også både Donald Trump og Joe Biden, dog ikke da hver af dem var præsident.
Hun fik også anerkendelse og berømthed for at have interviewet emner som Fidel Castro, Anwar Sadat, Menachem Begin, Katharine Hepburn, Sean Connery, Monica Lewinsky, Hugo Chávez, Vladimir Putin, Mohammad Reza Pahlavi, Jiang Zemin og Bashar al-Assad.